# Мельников, Николай Андреевич
Никола́й Андре́евич Ме́льников (24 января 1948, Москва) — советский ватерполист, олимпийский чемпион. Заслуженный мастер спорта СССР (1975). Удостоен медали «Адмирал Горшков».
Окончил Московский государственный университет.
Женат. Дети: Игорь, Олег. Внуки: Мария Никита, Надежда.

## Карьера
На Олимпиаде в Мюнхене в составе сборной СССР завоевал золотую медаль. На Играх 1976 года команда заняла 8-е место.
На чемпионате мира выигрывал серебро и золото, в 1974 году стал вторым на чемпионате Европы. Чемпион Спартакиады народов СССР 1975 года.
Победитель Всемирных Универсиад 1970 и 1973.
Играл за «Буревестник» МГУ (Москва) и ЦСК ВМФ (Москва). Неоднократный чемпион СССР 1969—1978.